# فرانز ياكوب
فرانز ياكوب (بالألمانية: Franz Jakob)‏ هو سياسي ألماني، ولد في 17 نوفمبر 1891 في ألمانيا، وتوفي بنفس المكان في 10 سبتمبر 1965. حزبياً، نشط في الحزب النازي. انتخب عمدة وانتخب عضو مجلس الشورى الموحد لبافاريا.